# Чемпионат Африки по дзюдо 2004
Чемпионат Африки по дзюдо 2004 года прошёл 7-8 мая в городе Тунис (Тунис).

## Медалисты

### Мужчины
| Весовая категория       | Золото                         | Серебро                | Бронза                                                    |
| ----------------------- | ------------------------------ | ---------------------- | --------------------------------------------------------- |
| Суперлёгкая (до 60 кг)  | Омар Ребахи · Алжир            | Макрем Айед · Тунис    | Жан-Клод Камерун · Камерун Юнес Ахамди · Марокко          |
| Полулёгкая (до 66 кг)   | Амар Мериджа · Алжир           | Амин Эль-Хади · Египет | Абду Аллассане · Нигерия Анис Лунифи · Тунис              |
| Лёгкая (до 73 кг)       | Этога Бернард Мвондо · Камерун | Нуреддин Ягуби · Алжир | Хайтан Эль-Хоссайни · Египет Оливье Мондухо · Кот-д’Ивуар |
| Полусредняя (до 81 кг)  | Амар Бенихлеф · Алжир          | Адил Белгайд · Марокко | Абумедан Эль-Сайед · Египет Франсуа Френч · ЮАР           |
| Средняя (до 90 кг)      | Хишам Месба · Египет           | Халед Меддах · Алжир   | Мохамед Эль-Ассри · Марокко Искандер Хачича · Тунис       |
| Полутяжёлая (до 100 кг) | Бассел Эль-Гарбави · Египет    | Сами Бельгрун · Алжир  | Бара Ндайе · Сенегал Франк Эван Муссима · Камерун         |
| Тяжёлая (свыше 100 кг)  | Мохамед Буайшауи · Алжир       | Анис Чедли · Тунис     | Ислам Эль-Шехаби · Египет Эмека Онимаэчи · Нигерия        |
| Абсолютная категория    | Ислам Эль-Шехаби · Египет      | Арманд Камга · Камерун | Анис Чедли · Тунис Хассан Аззун · Алжир                   |

### Женщины
| Весовая категория      | Золото                | Серебро                                | Бронза                                                      |
| ---------------------- | --------------------- | -------------------------------------- | ----------------------------------------------------------- |
| Суперлёгкая (до 48 кг) | Сорая Хаддад · Алжир  | Ханату Уэлего · Буркина-Фасо           | Чахнез Мбарки · Тунис Филомене Бата · Камерун               |
| Полулёгкая (до 52 кг)  | Салима Суакри · Алжир | Наина Сесилия Раваоарисоа · Мадагаскар | Хайет Руини · Тунис М'мах Сумах · Гвинея-Бисау              |
| Лёгкая (до 57 кг)      | Лила Латрус · Алжир   | Хаджер Бархуми · Тунис                 | Эва Катерина Экута · Нигерия Фатима Зохра Айт Али · Марокко |
| Полусредняя (до 63 кг) | Саида Дхахри · Тунис  | Хенриетта Мёллер · ЮАР                 | Фанта Кейта · Сенегал Марьям Экеада · Нигерия               |
| Средняя (до 70 кг)     | Рашида Уэрдан · Алжир | Антониа Морейра · Ангола               | Юсра Зриби · Тунис Кристел Окодомбе Фогвинг · Камерун       |
| Полутяжёлая (до 78 кг) | Худа Бен Дая · Тунис  | Мелани Энгоанг · Габон                 | Хилдегарде Ассе · Камерун                                   |
| Тяжёлая (свыше 78 кг)  | Инсаф Яхьяуи · Тунис  | Самах Рамадан · Египет                 | Татиана Бвегадзи · Республика Конго Самира Чхаб · Марокко   |
| Абсолютная категория   | Инсаф Яхьяуи · Тунис  | Самах Рамадан · Египет                 | Хилдегарде Ассе · Камерун Самира Чхаб · Марокко             |